# Ruta nacional PE-3S G
La Ruta nacional PE-3S G es la denominación que se le conoce a la ramal de la carretera Longitudinal de la Sierra Sur Ramal entre Challhuacho - Ayaviri en el sur del Perú. Tiene una longitud de 353.713 km de vía parcialmente asfaltada. Actualmente la vía se encuentra asfaltada desde Challhuacho hasta Yauri y afirmada desde Yauri hasta Ayaviri. La vía recorre las provincia de Abancay, Grau, Cotabambas en Apurímac; Chumbivilcas y Espinar en el Cuzco y Ayaviri en Puno.
En el 2015 se otorgó la buena pro al Consorcio Vial Sierra por cinco años para el mejoramiento y conservación de la vía.

## Recorrido
Su recorrido se distribuye de la manera siguiente:
- Challhuahuacho
- Abra Huancacalla
- Haquira
- Abra Acopunco
- Quiñota
- Llusco
- Santo Tomás
- Abra Asnoccasa
- La Esquina
- Velille
- Abra Huaylla Apacheta
- Yauri
- Pulpera
- Pte. Rio Salado
- Héctor Tejada
- Dv. Ocoruro (PE-34J)
- Dv. Vilavila
- Llalli
- Umachiri
- Emp. PE-3S (Ayaviri)